# Petanang (Kumpeh)
Petanang is een bestuurslaag in het regentschap Muaro Jambi van de provincie Jambi, Indonesië. Petanang telt 406 inwoners (volkstelling 2010).